# Anatolij Majoriec
Anatolij Iwanowicz Majoriec (ros. Анатолий Иванович Майорец, ur. 9 lipca 1929 we wsi Semeniw w obwodzie chmielnickim, zm. 29 maja 2016 w Moskwie) – minister przemysłu elektrotechnicznego ZSRR (1980–1985).

## Życiorys
Urodzony w ukraińskiej rodzinie chłopskiej, od 1950 pracował jako mechanik, w latach 1950–1953 służył w Armii Radzieckiej. Od 1953 pracował w fabryce transformatorów w Zaporożu, gdzie był elektromonterem, starszym majstrem i szefem walcowni, od 1957 członek KPZR, w 1962 wieczorowo ukończył Zaporoski Instytut Inżynieryjny. Od 1962 dyrektor fabryki, od października 1965 zastępca ministra, od 1974 I zastępca ministra, a od grudnia 1980 do marca 1985 minister przemysłu elektrotechnicznego ZSRR, od marca 1985 do czerwca 1989 minister energetyki i elektryfikacji ZSRR, następnie na emeryturze. W latach 1981–1986 zastępca członka, a 1986–1990 członek KC KPZR. Deputowany do Rady Najwyższej ZSRR 10 i 11 kadencji.

## Odznaczenia i nagrody
- Order Lenina
- Order Rewolucji Październikowej
- Order Czerwonego Sztandaru Pracy
- Nagroda Państwowa ZSRR (1978)